# Uğur Albayrak
Uğur Albayrak (* 8. Juni 1988 in Frankfurt am Main) ist ein deutsch-türkischer Fußballspieler. Seine bevorzugte Position ist im Sturm.

## Karriere
In der Jugend spielte Albayrak beim FSV Frankfurt und wechselte 2003 zu den Kickers Offenbach. Für die Saison 2008/09 wurde er in den erweiterten Profikader der ersten Mannschaft in der 3. Liga aufgenommen. Daneben spielte er mehrmals in der zweiten Mannschaft in der Hessenliga. Seinen ersten Einsatz bei den Profis hatte er am 7. Spieltag im Spiel gegen den FC Carl Zeiss Jena. Im Juli 2010 schloss er sich dem türkischen Verein Kayserispor an. In der A2-League kam er hier zehnmal zum Einsatz und erzielte vier Tore, davon drei beim 3:0-Sieg bei Mersin İdman Yurdu. In der ersten Mannschaft des Erstligisten kam er hingegen nicht zum Zug. Im Januar 2011 kehrte Albayrak ablösefrei nach Deutschland zum Zweitligisten FSV Frankfurt zurück. Dort spielte er in der U-23-Mannschaft in der Regionalliga Süd, kam aber am 23. Spieltag der Saison 2010/11 auch zu seinem ersten Einsatz in der 2. Bundesliga. Sein Vertrag lief bis Saisonende. Ende August 2011 wechselte Albayrak zum Regionalligisten Eintracht Frankfurt II, zur Saison 2012/13 in die 3. Liga zum SV Darmstadt 98. In der Winterpause wurde sein Vertrag aufgelöst. Ende Januar 2013 kehrte er zur zweiten Mannschaft von Eintracht Frankfurt zurück. Über Eintracht Trier und den kanadischen Zweitligisten Ottawa Fury kam Albayrak zum bayrischen Regionalligisten Viktoria Aschaffenburg, mit dem er aus der Regionalliga abstieg. Anschließend ging er weiter bei den Regionalligisten Wacker Nordhausen, wo er bis zum 31. Juli 2017 blieb. Die folgende Saison verbrachte er dann erneut in der Türkei und absolvierte 18 Pflichtspiele (4 Tore) für den Drittligisten Ankara Keçiörengücü. Seit dem Sommer 2018 ist er nur noch hessischen Amateurfußball aktiv, aktuell spielt er für den 1.FC-TSG Königstein in der Gruppenliga Frankfurt West.

## Erfolge
- Hessenpokalsieger: 2009, 2010, 2013